# Ca n'Irene Rovira
Ca n'Irene Rovira és una obra de Mataró (Maresme) protegida com a Bé Cultural d'Interès Local.

## Descripció
Casal de planta baixa i dues plantes pis. Hi ha un comerç a la cantonada de la planta baixa que aprofita hàbilment el petit xamfrà per l'accés, amb dos aparadors a cada costat. Al primer pis, dos balcons longitudinals suportats per mènsules i al segon, balcons seguint el pla de la façana. L'edifici acaba amb una cornisa suportada per mènsules i un acroteri amb balustres. La façana té un acabat estucat a carreu lliscat. Els balcons són de ferro treballat. Per sobre del primer pis una petita cornisa accentua l'horitzontalitat de la façana. Als anys vuitanta s'hi va afegir un volum annexa de planta baixa i pis, respectant la façana del pati.

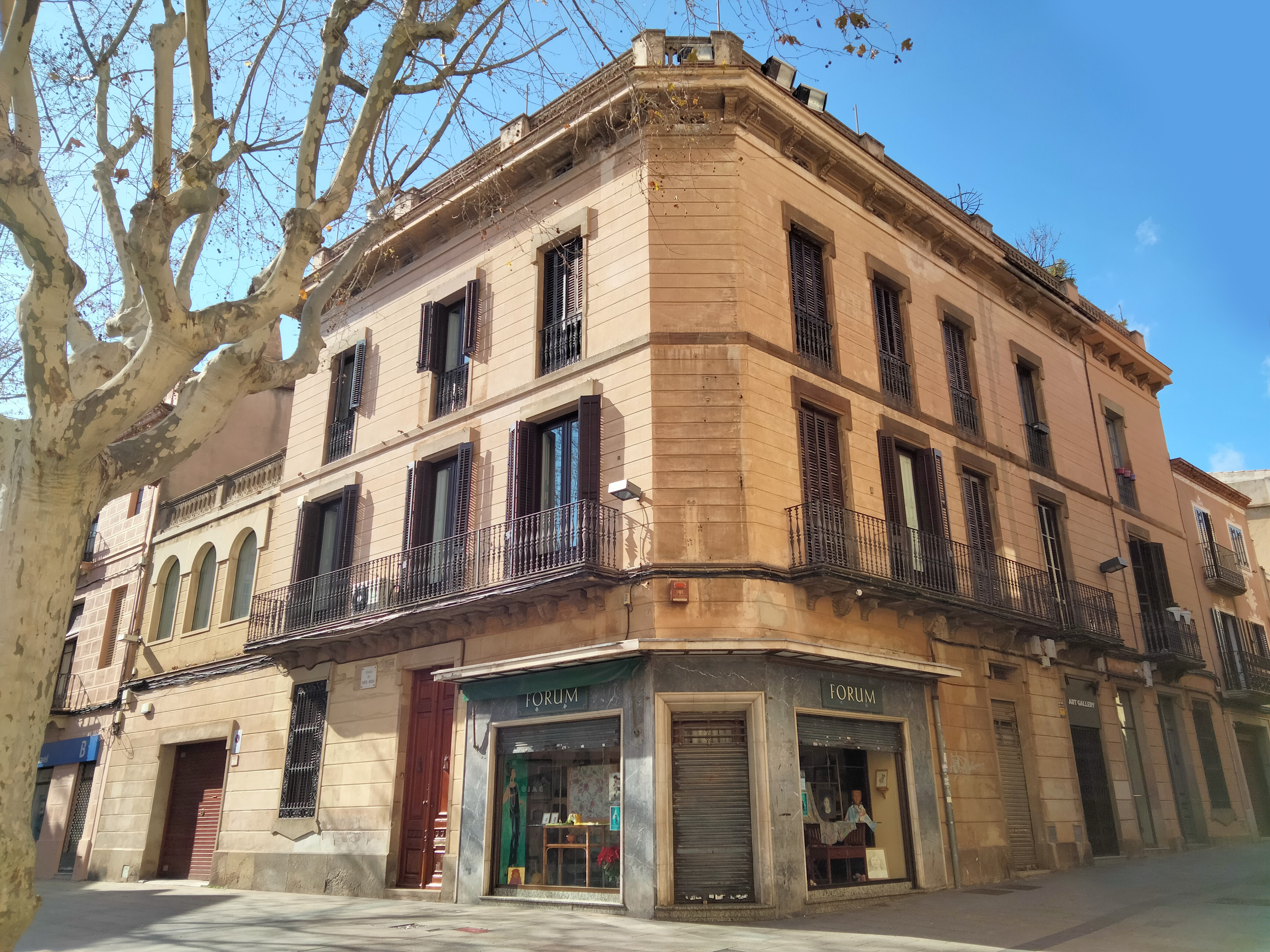
Ca na Irene Rovira forma un conjunt arquitectònic amb els números 24 i 26 del carrer de Sant Francesc d'Assís

Aquest edifici forma conjunt amb les cases núm. 24 i 26 del carrer de Sant Francesc d'Assís.